# Koigu (Otepää)
Koigu – wieś w Estonii, prowincji Valga, w gminie Otepää. Na północ od wsi przepływa rzeka Pühäjõgi, oraz położone są jeziora należące do pojezierza Kooraste (est. Kooraste järved): Kauru, Vidrike, Voki, Nahajärv.